# 김포 FC
김포 FC(Gimpo Football Club)는 대한민국 경기도 김포시에 있는 축구 선수단이다. 김포에프씨가 운영하는 남자 프로 축구단이며, 2013년에 창단되었다.

## 역사
2013년 1월 29일에 '김포시민축구단'이라는 이름으로 창단하였다.
2013년 창단 이래 리그에 참여하여 대체로 상위권의 성적을 올리고 있으나, 플레이오프에 진출해서는 좋은 성적을 못내고 있다. 2020년 고정운 감독을 맞아 김원일, 김동찬 등 명망있는 선수를 영입해 우승에 도전하고 있다.
2021시즌을 앞두고 재단 출범과 함께 구단명을 김포 FC로 변경했다. 또한 김포종합운동장이 개발되면서 김포솔터축구장으로 경기장을 옮겼다. 2021시즌 K3리그 우승을 달성하면서 창단 첫 우승을 달성했다.
2021년 10월, K리그2 진출을 선언했다. 이후 한국프로축구연맹에 의해 2021년 12월, K리그 이사회에서 가입이 승인되었다.

## 선수 명단
참고: FIFA 자격 규정에 따라 소속된 국가대표팀 국기를 표시합니다. 선수는 복수의 FIFA 비회원국 국적을 가지고 있을 수 있습니다.
| 번호 | 포지션 | 국적   | 이름                     |
| ---- | ------ | ------ | ------------------------ |
| 1    | GK     |        | 조주영                   |
| 2    | DF     |        | 김종민                   |
| 3    | DF     |        | 박경록                   |
| 4    | DF     |        | 이인재                   |
| 5    | DF     |        | 이찬형                   |
| 6    | DF     |        | 김지훈                   |
| 7    | MF     |        | 이상민                   |
| 8    | MF     |        | 디자우마                 |
| 10   | FW     | 코소보 | 플라나                   |
| 11   | FW     |        | 윤재운                   |
| 14   | DF     |        | 이환희                   |
| 17   | FW     |        | 제갈재민 (제주에서 임대) |
| 18   | FW     |        | 김영준                   |
| 19   | FW     |        | 이현규                   |

| 번호 | 포지션 | 국적           | 이름                   |
| ---- | ------ | -------------- | ---------------------- |
| 20   | DF     |                | 김민호                 |
| 21   | GK     |                | 윤보상                 |
| 22   | DF     |                | 최선규                 |
| 23   | MF     |                | 최재훈                 |
| 24   | FW     | 콜롬비아       | 루이스                 |
| 25   | FW     |                | 정우빈 (대전에서 임대) |
| 26   | MF     |                | 이강연                 |
| 27   | FW     |                | 류지민                 |
| 29   | DF     |                | 김민우 (대전에서 임대) |
| 31   | GK     |                | 손정현                 |
| 32   | DF     |                | 장부성                 |
| 37   | FW     |                | 홍시후 (인천에서 임대) |
| 42   | FW     |                | 안창민                 |
| 47   | MF     |                | 조성준                 |
| 50   | FW     |                | 박동진                 |
| 70   | FW     |                | 조관우                 |
| 72   | MF     |                | 천지현                 |
| 77   | DF     | 오스트레일리아 | 채프만                 |
| 97   | DF     |                | 김동민 (인천에서 임대) |
| 98   | DF     |                | 김민식                 |
| 99   | FW     |                | 김결                   |

### 임대 및 군 복무 중인 선수
참고: FIFA 자격 규정에 따라 소속된 국가대표팀 국기를 표시합니다. 선수는 복수의 FIFA 비회원국 국적을 가지고 있을 수 있습니다.
| 번호 | 포지션 | 국적 | 이름                              |
| ---- | ------ | ---- | --------------------------------- |
| —    | MF     |      | 김경준 (김천 상무에서 군 복무 중) |
| —    | MF     |      | 김준형 (거제시민축구단으로 임대)  |
| —    | DF     |      | 김채운 (강릉시민축구단으로 임대)  |

## 스태프

### 코칭스태프
| 직위     | 이름   |
| -------- | ------ |
| 감독     | 고정운 |
| 수석코치 | 서동원 |
| 코치     | 조한범 |
| GK코치   | 정성진 |

## 기록과 통계

### 우승 기록

#### 국내 대회

##### 리그
- K3리그

● 우승 (1): 2021

### 시즌 결과
| 시즌 | K리그  | K리그 | FA컵 | FA컵 | 리그컵 | 리그컵 | 챔피언스리그 | 챔피언스리그 | 클럽월드컵 | 클럽월드컵 |
| 시즌 | 디비전 | 순위  | 대회 | 순위 | 대회   | 순위   | 대회         | 순위         | 대회       | 순위       |
| ---- | ------ | ----- | ---- | ---- | ------ | ------ | ------------ | ------------ | ---------- | ---------- |
| 2013 | 4부    | 6     | FA컵 | -    | -      | -      | -            | -            | -          | -          |
| 2014 | 4부    | 15    | FA컵 | 1R   | -      | -      | -            | -            | -          | -          |
| 2015 | 4부    | 2     | FA컵 | 32강 | -      | -      | -            | -            | -          | -          |
| 2016 | 4부    | 2     | FA컵 | 2R   | -      | -      | -            | -            | -          | -          |
| 2017 | 4부    | 5     | FA컵 | 3R   | -      | -      | -            | -            | -          | -          |
| 2018 | 4부    | 4     | FA컵 | 32강 | -      | -      | -            | -            | -          | -          |
| 2019 | 4부    | 3     | FA컵 | 32강 | -      | -      | -            | -            | -          | -          |
| 2020 | 3부    | 8     | FA컵 | 3R   | -      | -      | -            | -            | -          | -          |
| 2021 | 3부    | 1     | FA컵 | 2R   | -      | -      | -            | -            | -          | -          |
| 2022 | 2부    | 8     | FA컵 | 3R   | -      | -      | -            | -            | -          | -          |
| 2023 | 2부    | 3     | FA컵 | 16강 | -      | -      | -            | -            | -          | -          |
| 2024 | 2부    | 7     | FA컵 | 8강  | -      | -      | -            | -            | -          | -          |

## 클럽 역대 인물

### 역대 감독
| #   | 이름   | 재임시즌  | 비고 |
| --- | ------ | --------- | ---- |
| 1대 | 유종완 | 2013      |      |
| 2대 | 안종관 | 2014      |      |
| 3대 | 김승기 | 2014-2017 |      |
| 4대 | 오종렬 | 2018-2019 |      |
| 5대 | 고정운 | 2020-     |      |

## 스폰서
- 가자연세병원
- 김포우리병원
- 선진그룹
- 아하정보통신
- 우리별
- 김포컨벤션

## 경기장
홈경기장은 김포솔터축구장이다. 좌석수는 10,037석이다. 

## 엠블럼과 마스코트
김포시의 마스코트인 '포수'와 '포미'가 마스코트로 활동하고 있다.

## 참고 문헌
- “스포츠지원포털 등록 현황”. 대한체육회.
- “KFA 통합경기정보 시스템”. 대한축구협회.
- “K리그 데이터 포털”. 한국프로축구연맹.